# زیستگاه مریخی

نقاشی تخیلی از یک زیستگاه مریخی

زیستگاه مریخی (انگلیسی: Mars habitat) یا شهرک مریخی (بهرام‌کده) مکانی است که انسان‌ها بتوانند در داخل آن بر روی سطح کره مریخ (بهرام) زندگی کنند. یک شهرک مریخی باید با شرایط سطح آن سیاره که تقریباً هیچ اکسیژنی در هوا ندارد، سرما در آن شدید است، فشار هوایش کم و تابش کیهانی بر آن زیاد است، مقابله کند. از طرف دیگر، زیستگاه یا دهکده مریخی ممکن است در زیر زمین ساخته شود، که این امر به حل برخی از مشکلات کمک می‌کند اما مشکلات تازه‌ای ایجاد می‌کند. زیستگاه مریخی ممکن است برای سفر اکتشافی، به عنوان قرارگاه موقت یا شهرک دائمی استفاده شود.
یکی از چالش‌های شهرک‌سازی در مریخ هزینه‌های سنگین مصالح ساختمانی است که تا دهه ۲۰۱۰ میلادی برای ساخت هر آجر حدود ۲ میلیون دلار برآورد شد. افزون بر این، نیروی گرانش در مریخ کمتر از زمین است، تابش خورشیدی بیشتر و چرخه دما شدیدتر است و برای جلوگیری از فرار هوا از سازه‌ها به نیروی بیشتری نیاز است. برای رفع این دشواری‌ها، معماران تلاش کرده‌اند تا تعادل مناسبی بین استفاده از مواد موجود در سیاره و مواد ارسالی پیدا کنند. برای نمونه، یک ایده این است که از سنگ‌پوشه سطح مریخ برای محافظت در برابر تابش‌های زیانمند استفاده شود، و ایده دیگر استفاده از یخ شفاف (ترانما) است تا نور غیر مضر بتواند وارد زیستگاه شود. طراحی زیستگاه مریخی همچنین می‌تواند شامل مطالعه شرایط محلی، از جمله فشارها، دما و مواد محلی به‌ویژه آب باشد.

## دید کلی
چالش‌های مهم زیستگاه‌های مریخ حفظ محیط مصنوعی و محافظت علیه تابش شدید خورشید است. انسان‌ها همواره نیاز به یک محیط تحت فشار و نیاز به محافظت در برابر جو سمی مریخ دارند. هم‌پیوسته بودن زیستگاه‌ها سودمند است، زیرا حرکت بین سازه‌های جداگانه نیاز به یک لباس فضایی تحت فشار و احتمالاْ یک مریخ‌نورد دارد.
یکی از بزرگترین دشواری‌ها مربوط به رساندن مواد و تجهیزات به مریخ است، یعنی فرار از جو زمین، تداوم یافتن سفر و سرانجام فرود آمدن بر روی سطح مریخ. یکی از جنبه‌های مفید جو مریخ این است که ترمز هوایی در آن امکان‌پذیر است. این امر باعث صرفه‌جویی در انرژی لازم برای فرود بر بهرام است.
با این حال، پس از ورود فضاپیماها به مدار مریخ، انتقال مواد از مدار به سطح کره یک وظیفه نه‌چندان آسان و نیازمند انرژی مضاعف است. در اواخر دهه ۱۹۶۰، ایالات متحده موشک ساتورن پنج را ساخت که قادر بود خدمه سه نفره را از مدار ماه به سطح برده و بازآورد. این عملیات به‌شماری سخت‌افزار ویژه و توسعه تکنیکی معروف به پهلوگیری مداری ماه نیاز داشت.
در مورد مریخ، توسعه تکنیکی مشابه، یعنی پهلوگیری مداری مریخ، نیاز به محفظه‌ای دارد که هم بین سطح و مدار رفت‌وآمد کند و هم بتواند حالت یک اقامتگاه موقت بر روی سطح سیاره را داشته باشد. البته در طرح‌های بعدی سفینه رفت‌وبرگشت به مدار جدا از اتاقک اقامتی در نظر گرفته شد و سپس سفینه رفت و فضاپیمای برگشت نیز جدا طراحی شدند. در سال ۲۰۱۰ یک سامانه پرتاب فضاپیما که قرار است از کپسول فضایی اوریون برای گسیل فضانورد و بار به سیاره بهرام استفاده کند طراحی شد.

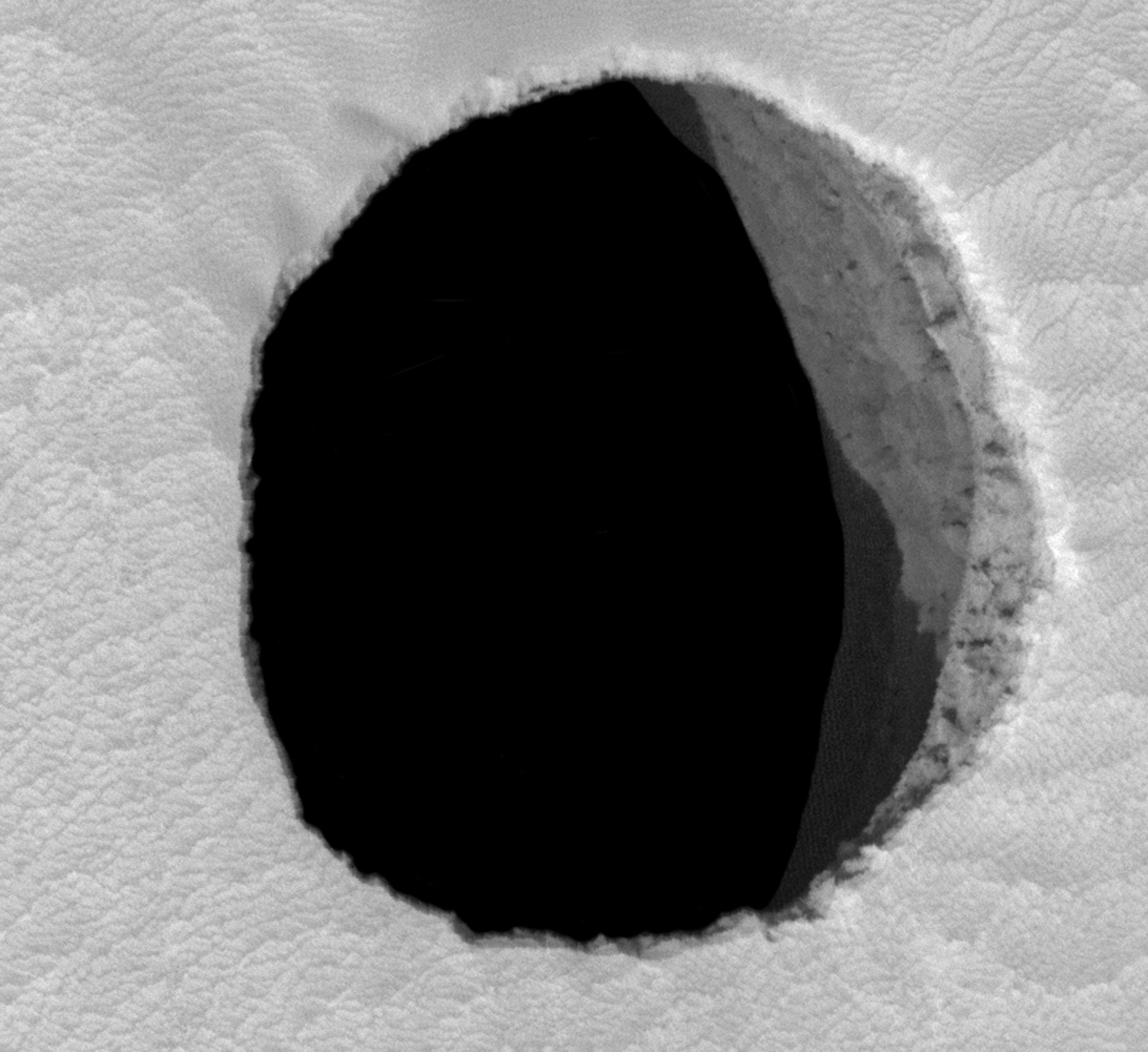
دهانه غار کوه آرسیا در مریخ

برخی از نیازهای بشر در سطح مریخ عبارتند از هوا، غذا، آب، سرپناه، سرویس بهداشتی، خواب، دمای مناسب و حمام. برای دست یافتن به شرایط مناسب، یکی از ایده‌ها استفاده از غارهای مریخ یا دالان‌های گدازه به عنوان زیستگاه است به صورتی که خانه‌های بادشونده در درون غارها قرار داده شوند. برای بررسی این گزینه پروژه‌ای به نام پروژه غارهای مریخ فعال بوده‌اند. زندگی در دالان‌های گدازه می‌تواند محافظت در برابر پرتوهای خورشیدی و کیهانی و نوسانات دما را افزایش دهد و بدین طریق نیازی به ساخت سپر تابشی بر روی سطح زمین نیست.
ایده دیگر استفاده از ربات‌ها برای ساختن زیستگاه، پیش از رسیدن انسان به بهرام است.
استفاده از گیاهان زنده یا دیگر زیستمندان برای فراهم آوردن هوا و خوردنی‌ها، در صورت درج در طرح‌ها، می‌تواند تأثیر عمده‌ای در نوع طراحی داشته باشد. در صورت تولید گیاهانی که بتوانند در فشار کمتر هوا دوام بیاورند، می‌توان با ساخت گلخانه‌های کم‌فشار در مریخ، هزینه ساخت‌وساز ایستگاه‌های تولید فشار هوا را پایین آورد. ایجاد گونه‌های ویژه گیاهی و زنده نگه‌داشتن آن‌ها از چالش‌های بزرگ مریخ‌نشینان خواهد بود.
پروژه غارهای مریخ ناسا در مطالعات خود به این نتیجه رسیده‌است که گیاهان گلخانه‌های مریخ باید ویژگی‌های زیر را داشته باشند: رشد سریع، زنده ماندن در نور کم، طیف گسترده پ‌هاش، ارزش غذایی بالا و تولید کم زباله.
این مطالعه نشان داد که دو گیاه عدسک آبی و سرخس آبی (آزولا) که هر دو روی سطح آب رشد می‌کنند به‌ویژه مناسب رشد در مریخ هستند. از نظر تاریخی، مأموریت‌های فضایی مانند اسکای‌لب از غذای واردشده از زمین استفاده می‌کنند اما تولید خوراک از گیاهان در دهه ۲۰۱۰ در داخل ایستگاه فضایی بین‌المللی آزمایش شد. مسئله دیگر مدیریت پسماند است. در اسکای‌لب تمام زباله‌ها در یک مخزن بزرگ قرار داده می‌شد. در آپولو و شاتل فضایی ادرار فضانوردان یا به فضا ریخته می‌شد یا در کیسه‌هایی به جو زمین فرستاده می‌شد.
در یک محیط بسته زیستگاهی در مریخ، در کنار حذف دی‌اکسید کربن، حفظ فشار هوا، تأمین اکسیژن، دما و رطوبت مناسب و جلوگیری از آتش‌سوزی. مسئله دیگر بیرون نگه‌داشتن گرد و غبار بسیار ریز خاک مریخ است. اثرات ورود غبار گردمانند مریخ که برای نمونه بر روی پنل‌های خورشیدی جمع می‌شود به داخل زیستگاه هنوز درست مشخص نیست.

## پیش‌زمینه
برای حفظ زیستگاه در مریخ به‌جز زیرساخت خود پایگاه، باید مواردی چون لباس فضایی ویژه، خودروی مریخ‌نورد، هواگرد، سطح‌نشین، مخازن ذخیره‌سازی، سازه‌های ارتباطاتی و تجهیزات معدن‌کاری و راه و ساختمان‌سازی در محل حاضر باشند.

## هوا
در ایجاد یک زیستگاه برای بشر، حفظ دمای مناسب هوا، فشار هوای مناسب و ترکیب جو سیاره، برخی از ملاحظات است. 
در حالی که امکان تنفس اکسیژن خالص برای انسان وجود دارد، حضور اکسیژن خالص موجب آتش‌سوزی در آپولو ۱ شد. از این‌رو، زیستگاه‌های مریخ احتمالاً نیاز به گازهای اضافی دیگر دارند. یکی از احتمالات این است که نیتروژن و آرگون را از جو مریخ بگیریم. هرچند جدا کردن آن‌ها از یکدیگر دشوار است. در نتیجه، زیستگاه مریخ ممکن است از ۴۰٪ آرگون، ۴۰٪ ازت و ۲۰٪ اکسیژن استفاده کند. در این پیوند آرگوکس را نیز ببینید؛ گاز تنفسی از آرگون که در غواصی استفاده می‌شود.